# Pearl River Tower

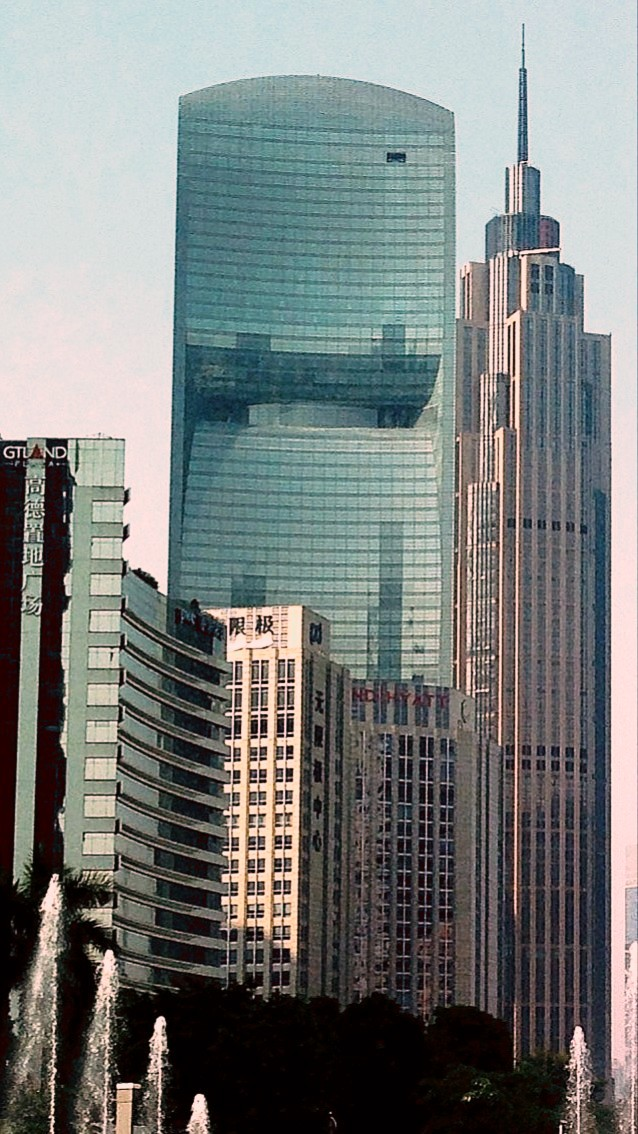
Pearl River Tower é o arranha-céu super alto da cidade nova de Zhujiang. Tem 309 metros de altura.

O Pearl River Tower é um arranha-céus em construção em Jinsui Road Zhujiang Avenue West, no distrito de Tianhe , Guangzhou, China. O arquiteto chefe é Gordon Gill; pertencente a firma de Chicago Skidmore, Owings, & Merrill e sócio da Adrian Smith + Gordon Gill Architecture. O edifício terá 303 metros de altura, 69 andares e área total de 212,165 m².
Desenhado por Skidmore, Owings, & Merrill, a construção começou em 2006 é está prevista para terminar em 2009. Abrigará escritórios e será ocupado pela China National Tobacco Corporation.
O edifício será ecologicamente correto pois sua arquitetura favorecerá a economia de energia elétrica, haverá aerogeradores e painéis solares, coletores de humidade e água da chuva, será um dos mais altos edifícios construídos de acordo com o desenvolvimento sustentável no mundo. De fato, a intenção é que o sistema gere mais energia que o funcionamento do edifício.

## Referencias
1. ↑  Smith, Adrian (2007). The Architecture of Adrian Smith, SOM: Toward a Sustainable Future. [S.l.]: Images Publishing Group Pty Ltd. 556 páginas. ISBN 1-86470-169-2
2. ↑  "Pearl River Tower", SkyscraperPage.com
3. ↑  "The winds of change" Arquivado em 19 de outubro de  2014, no Wayback Machine., World Architecture News
4. ↑  "Pearl River Tower"
5. ↑  "Super Tall and Ultra Green" Arquivado em 27 de setembro de  2007, no Wayback Machine., Jude Stewart, July 17, 2006, MetropolisMag.com